# Hjalmar Bergman
Hjalmar Fredrik Bergman (Örebro, 1883. szeptember 19. – Berlin, 1931. január 1.) svéd író és drámaíró.

## Élete
Az író két lánytestvérével együtt nőtt fel Örebro városában. Gyerekként túlsúlyos volt, társai elutasítóan bántak vele. Apja a város takarékpénztárának volt az igazgatója. Gyakran tett üzleti utakat Bergslagen régióba, és fiát is éveken át magával vitte. Ez a sajátos, ódon hangulatú bányakörzet vonzotta a fiatal Hjalmart, az apjától hallott történetek és az idősebb emberek visszaemlékezései nagy hatással voltak rá.  
Filozófiát kezdett tanulni Uppsalában, de abbahagyta. Gyakran utazott Olaszországba, és 1901–1902 telén Pasquali Villari történésznél tanult Lorenzo de’ Mediciről és Savonaroláról. 1904 és 1906 között ismét történelmet hallgatott Firenzében. 1905-ben debütált a Mária, Jézus anyja című drámával. 1906 nyarán megismerkedett August Lindberggel, a kor egyik legnagyobb színházi egyéniségének.  1908-ban feleségül vette Stina Lindberget, August Lindberglányát. Az 1907-ben írt Fru Wenlas kedja drámáját öt előadás után levette műsoráról a Dramatiska színház. 1909-ben jelent meg a Savonarola regénye, amelyben összefoglalta itáliai tanulmányait, benyomásait. A Berglagen bányakörzetről hallott visszaemlékezések, történetek adták a témát az 1909-ben megjelent Hans nåds testamente regényéhez, illetve a későbbi műveihez is (Herr von Hancken, Farmor och Vår Herre, Markurells i Wadköping). 
Az írói áttörést a Markurellék Wadköpingben című regénye hozta 1919-ben. Néhány írását filmre és rádióra is átdolgozta, s bár az 1920-as években Hollywoodban is tárgyalt, átütő sikert nem ért el.
Gazdag és egyedi képzelőerővel rendelkezett, regényeiben a szituációk és a párbeszédek dominálnak.  
Élete vége felé elhatalmasodott rajta a depresszió. Az alkohol és a drogok tönkretették az egészségét. Túladagolásban halt meg egy berlini szállodaszobában.

## Válogatott művei
- Savonarola, 1909
- Hans nåds testamente, 1910
- Amouren, 1910
- Falska papper, 1916
- Markurells i Wadköping, 1919
- Farmor och vår Herre, 1921 (magyar címe: Nagymama és az Úristen – Wadköpingi történetek)
- Swedenhielms, 1923
- Flickan i Frack, 1925
- Eros begravning, 1922
- Herr von Hancken, 1972 (1920)